# Comuna Stepanivka, Velîka Bahacika
Stepanivka (în ucraineană Степанівка) este o comună în raionul Velîka Bahacika, regiunea Poltava, Ucraina, formată din satele Stefanivșciîna și Stepanivka (reședința).

## Demografie
Componența lingvistică a comunei Stepanivka
     Ucraineană (97,67%)
     Rusă (2,33%)
Conform recensământului din 2001, majoritatea populației comunei Stepanivka era vorbitoare de ucraineană (97,67%), existând în minoritate și vorbitori de rusă (2,33%).